# Milton Kenan Júnior

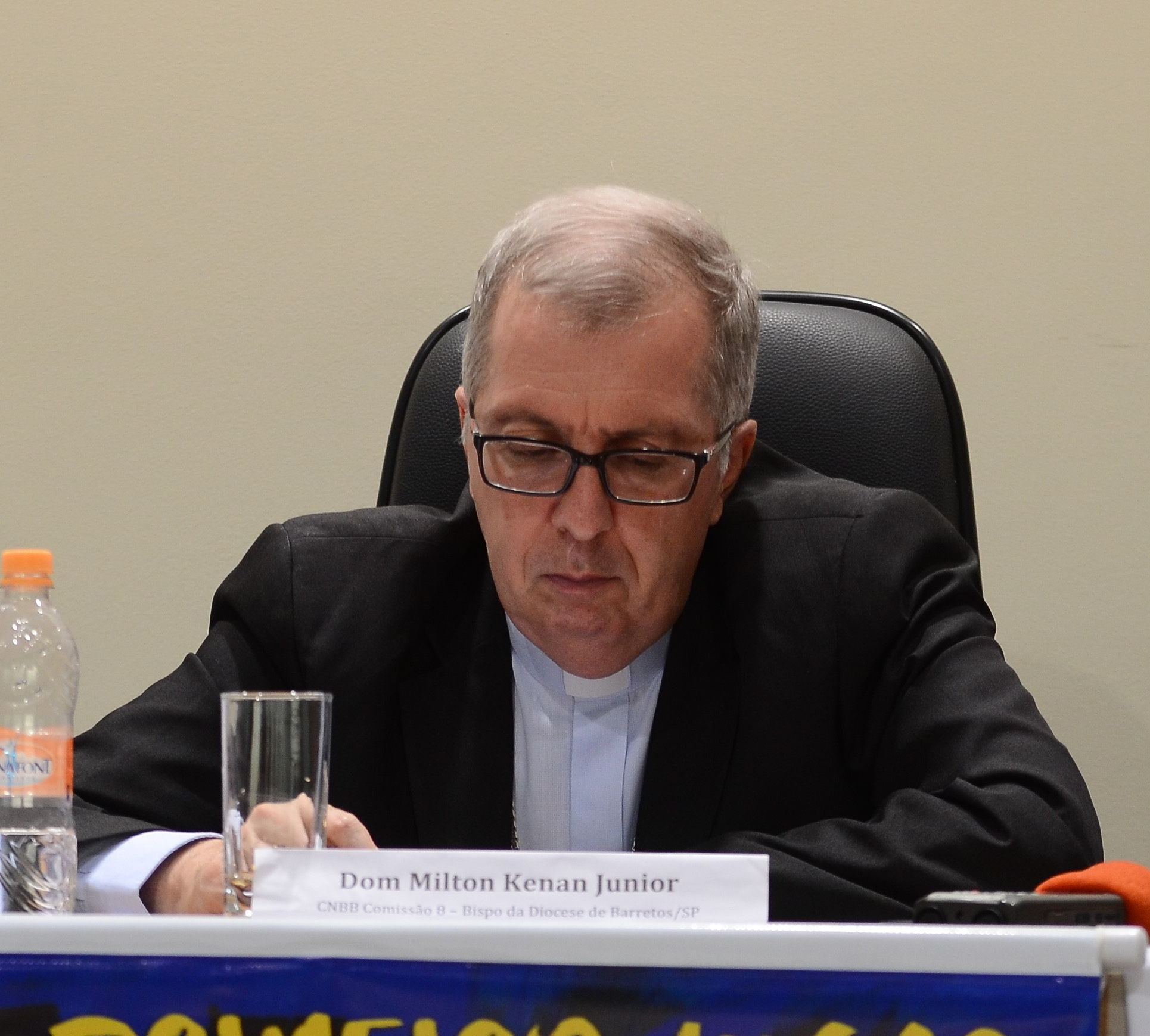
Milton Kenan Júnior

Milton Kenan Júnior (* 24. November 1963 in Taiúva, Bundesstaat São Paulo, Brasilien) ist ein brasilianischer Geistlicher und römisch-katholischer Bischof von Barretos.

Wappen von Milton Kenan Júnior.

## Leben
Milton Kenan Júnior empfing am 5. September 1987 durch den Bischof von Jaboticabal, Luíz Eugênio Pérez, das Sakrament der Priesterweihe.
Am 28. Oktober 2009 ernannte ihn Papst Benedikt XVI. zum Titularbischof von Aquae in Byzacena und zum Weihbischof in São Paulo. Der Erzbischof von São Paulo, Odilo Pedro Kardinal Scherer, spendete ihm am 27. Dezember desselben Jahres die Bischofsweihe; Mitkonsekratoren waren der Bischof von Jaboticabal, Fernando Antônio Brochini CSS, und der emeritierte Bischof von Jaboticabal, Luíz Eugênio Pérez.
Papst Franziskus ernannte ihn am 5. November 2014 zum Bischof von Barretos. Die Amtseinführung erfolgte am 21. Dezember desselben Jahres.